# طبقات المفسرين
طبقات المفسرين هو أحد كتب تراجم المفسرين، ألفه الحافظ جلال الدين السيوطي (849-911)، رتب المؤلف كتابه تراجم المفسرين ترتيبا هجائيا، ثم بدأ بذكر كل مفسر والإسهاب فيه، وبلغ عدد التراجم في الكتاب مئه وست وثلاثون ترجمة، وقد عرض السيوطي في مقدمة الكتاب طريقة تصنيفه للمفسرين:
| طبقات المفسرين | وبعد، فهذا المجموع فيه طبقات المفسرين إذ لم أجد من اعتنى بأفرادهم كما اعتنى بأفراد المحدثين والفقهاء والنحاة وغيرهم، واعلم أنهم أنواع: 1. المفسرون من السلف والصحابة والتابعين وأتباع التابعين. 2. المفسرون من المحدثين وهم الذين صنفوا التفاسير مسندة، مورداً فيها أقوال الصحابة والتابعين بالإسناد ن وهذان النوعان تراجمهم مذكورة في طبقات الفقهاء. 3. بقية المفسرين من علماء أهل السنة الذين ضموا إلى التقسيم التأويل، والكلام على معاني القرآن وأحكامه وإعرابه وغير ذلك، وهو الذي الاعتناء به في هذه الأزمان أكثر. 4. من صنّف تفسيرا من المتبدعة كالمعتزلة والشيعة وأضرابهم. والذي يستحق أن يسمى بالمفسرين من هؤلاء القسم الأول ثم الثاني على أن الأكثر في هذا القسم نقلة، وأما الثالث فمؤولة، ولهذا يسمون كتبهم غالباً بالتأويل، ولم أستوف أهل القسم الرابع وإنما ذكرت منهم المشاهير كالزمخشري والرماني والجبائي وأشباههم وبالله أستعين إنه خير معين | طبقات المفسرين |